# Liste der Bodendenkmäler im Kreis Steinfurt

Kreis Steinfurt

Die Liste der Bodendenkmäler im Kreis Steinfurt umfasst:
- Liste der Bodendenkmäler in Altenberge
- Liste der Bodendenkmäler in Emsdetten
- Liste der Bodendenkmäler in Greven
- Liste der Bodendenkmäler in Hopsten (keine Bodendenkmäler)
- Liste der Bodendenkmäler in Hörstel
- Liste der Bodendenkmäler in Horstmar
- Liste der Bodendenkmäler in Ibbenbüren
- Liste der Bodendenkmäler in Ladbergen
- Liste der Bodendenkmäler in Laer
- Liste der Bodendenkmäler in Lengerich
- Liste der Bodendenkmäler in Lienen (keine Bodendenkmäler)
- Liste der Bodendenkmäler in Lotte
- Liste der Bodendenkmäler in Metelen
- Liste der Bodendenkmäler in Mettingen
- Liste der Bodendenkmäler in Neuenkirchen
- Liste der Bodendenkmäler in Nordwalde
- Liste der Bodendenkmäler in Ochtrup
- Liste der Bodendenkmäler in Recke
- Liste der Bodendenkmäler in Rheine
- Liste der Bodendenkmäler in Saerbeck
- Liste der Bodendenkmäler in Steinfurt
- Liste der Bodendenkmäler in Tecklenburg
- Liste der Bodendenkmäler in Westerkappeln
- Liste der Bodendenkmäler in Wettringen